# Studienczeskaja (stacja metra w Nowosybirsku)
Studienczeskaja (ros. Студенческая) – jedna ze stacji linii Leninskiej, znajdującego się w Nowosybirsku systemu metra.

## Charakterystyka
Stacja Studienczeskaja położona na terenie rejonu lenińskiego. Otwarta 28 grudnia 1985 roku. Jest to pierwsza stacja linii Leninskiej po drugiej stronie rzeki Ob. Aby się tu dostać składy nowosybirskiego metra muszą pokonać liczący 2145 metrów most metra przerzucony przez tę potężną rzekę. Nazwę stacji nadają liczne placówki edukacyjne położone w jej pobliżu, m.in. budynki Syberyjskiego Oddziału Rosyjskiej Akademii Nauk i Nowosybirskiego Uniwersytetu Państwowego. W pobliżu stacji znajduje się też jeden z większych szpitali w mieście oraz Prospekt Karola Marksa - ważna arteria komunikacyjna po tej stronie Obu.
Na peronie dwa rzędy kolumn z białego sajańskiego marmuru, które mają nadawać stacji charakter pełny powagi i skupienia - by lepiej oddać naukowy charakter tego obszaru. W czasie budowy stacji doszło do wypadku, który spowodował zalanie terenu robót budowlanych i wymycie gruntu, co sprawiło, że na jakiś czas prace konstrukcyjne aż do czasu usunięcia usterki zostały przerwane. Przez wiele lat stacja Studienczeskaja była znana wśród mieszkańców Nowosybirska jako miejsce, w którym wiecznie przecieka dach. Problem ten udało się ostatecznie rozwiązać w 2007 roku.